# Parafia Matki Bożej Różańcowej w Rzeplinie
Parafia pw. Matki Boskiej Różańcowej w Rzeplinie – rzymskokatolicka parafia należąca do dekanatu Stargard Zachód, archidiecezji szczecińsko-kamieńskiej, metropolii szczecińsko-kamieńskiej. Została erygowana w roku 1947.

## Kościół parafialny
Kościół Matki Bożej Różańcowej w Rzeplinie

## Kościoły filialne i kaplice
- Kościół św. Brata Alberta w Bralęcinie[1]
- Kościół Matki Bożej Częstochowskiej w Krępcewie[1]
- Kościół Niepokalanego Serca Najświętszej Maryi Panny w Lipce[1]